# Satun
Satun (Thai: สตูล) ist eine Stadt (เทศบาลเมืองสตูล) in der thailändischen Provinz Satun. Sie ist die Hauptstadt des Landkreises (Amphoe) Mueang Satun und der Provinz Satun.
Die Stadt Satun hat 23.486 Einwohner. (Stand 2012)

## Geographie
Die Provinz Satun liegt an der Westküste der Südregion von Thailand.
Die Stadt Satun liegt am Fuße des Tenasserim-Gebirges und an der Mündung des Maenam Satun, der hier in die Andamanensee einmündet. Die Umgebung von Satun besteht aus menschenleerem Regenwald und Sandstränden mit Korallenbänken. Die Stadt selbst bietet noch den Charme des früheren Thailands.
Die Entfernung zur Hauptstadt Bangkok beträgt 973 Kilometer (Luftlinie etwa 800 Kilometer).
Der Tarutao-Nationalpark, der aus dem Tarutao- und dem Adang-Archipel besteht, liegt im Landkreis. Im Grenzgebiet nach Malaysia liegt der Nationalpark Thale Ban.

## Wirtschaft und Bedeutung
- Hauptwirtschaftszweig ist der Fischfang, der Fisch wird in den beiden Seehäfen verarbeitet und verkauft.
- Auch der Handel mit Malaysia trägt zum ansonsten bescheidenen Einkommen der Stadt bei. Wobei ein Großteil dieses Handels auf Schmuggel gründet, die Schmuggler aber stadtbekannt sind und von den Behörden geduldet werden.
- Die touristische Bedeutung der Stadt ist gering. Es kommen nur wenige Individual-Reisende nach Satun, weil sie von hier per Boot nach Langkawi und von dort nach Penang reisen können und so den Umweg über Hat Yai einsparen können. Vor allem Westler, die sich mehrere Monate in Südthailand aufhalten, benutzen diese Route, um in Penang ihr Visum für Thailand zu erneuern.

## Sehenswürdigkeiten
- Stadtbild – in dem altertümlichen authentischen Stadtbild kann der Besucher das alte Thailand erleben, unter anderem den Park Khao To Phaya Wang, der von Hügeln aus Kalkstein umgeben ist und eine Höhle sowie einen Bach aufweist.
- Bambang-Moschee – inmitten der Stadt
- Naturerlebnis – in der Umgebung der Stadt gibt es zahlreiche Plätze von idyllischer Schönheit mit Höhlen, Felsen, Wasserfällen und klaren Seen.
- Wer sich von Einheimischen den Fluss hinauf- oder hinunterfahren lässt, kann vom Boot aus einen einzigartigen Einblick in die Lebensweise der Thais erhalten, die ihre Häuser bzw. Hütten direkt ans Wasser gebaut haben, wobei ihnen der Fluss als Nahrungsquelle (Fisch, Krebse, Muscheln), als Badezimmer und als Verkehrsweg dient. So ist die dem Fluss zugewandte Seite der Häuser viel stärker belebt, als der „offizielle“ Eingang von der Straße her.
- Obwohl die Stadt mehrere Kilometer vom Meer entfernt liegt, spürt man die Gezeiten bis hierher, da das Gefälle sehr gering ist. So kann es passieren, dass man morgens beim Markt das Wasser flussabwärts fließen sieht, am Nachmittag aber gleicherorts eine Strömung flussaufwärts stattfindet.
- Von der fünf Kilometer außerhalb der Stadt gelegenen Anlegestelle Tam Ma Lang ist die malaysische Insel Langkawi zu erreichen.

## Persönlichkeiten
- Adisak Ganu (* 1986), Fußballspieler
- Yayar Kunath (* 1989), Fußballspieler
- Seeket Madputeh (* 1989), Fußballspieler
- Pichet Sadien (* 1979), Fußballspieler
- Sakeereen Teekasom (* 1990), Fußballspieler
- Sakeerin Teekasom (* 1990), Fußballspieler
- Tanat Wongsuparak (* 1985), Fußballspieler
- Malek Yawahab (* 1983), Fußballspieler